# Canzano
Canzano község (comune) Olaszország Abruzzo régiójában, Teramo megyében.

## Fekvése
A megye központi részén fekszik. Határai: Castellalto, Cermignano és Teramo.

## Története
Első említése 1127-ből származik. Önálló községgé a 19. század elején vált, amikor a Nápolyi Királyságban felszámolták a feudalizmust.

## Népessége
A népesség számának alakulása:

## Főbb látnivalói
- Casa Taraschi
- San Salvatore-templom
- San Pasquale-templom
- Madonna dell’Annunziata-kápolna
- Torrione (egykori bástya)